# Vodní elektrárna Ponale
Vodní elektrárna Ponale je špičková a přečerpávací elektrárna v povodí říční soustavy Sarca-Mincio v provincii Trentino v italských Východních Alpách. Její spodní hladinu tvoří Gardské jezero a hladinu horní Ledrenské jezero.

První přítok do Gardského jezera, říčka Ponale, vytéká z Ledrenského jezera a během šesti kilometrů překonává spád téměř 600 metrů. Na své cestě vytváří i 30 m vodopád. Při průměrném průtoku 3 m3/s tak v údolí nabízí průměrný teoretický výkon 18 MW. Na přelomu 19. a 20. století to představovalo atraktivní nabídku pro budování zdrojů elektrické energie. Od roku 1897 v průběhu stovky let prošel systém modifikacemi průtokových, špičkových i akumulačních elektráren v rozmezí od 500 koňských sil po 120 MW, od roční výroby 2 000 po 180 000 MWh. Do začátku První světové války byly v údolí řeky Ponale vybudovány celkem tři elektrárny o celkovém výkonu kolem 15 MW. Torza jejich staveb jsou doposud atraktivním prvkem údolí Val di Ledro. Akumulační schopnost jezera umožňovala špičkový provoz, po válce tolik potřebný pro stabilitu rychle se rozvíjejícího energetického systému. Bylo proto rozhodnuto provoz elektráren v údolí ukončit a vytvořit jediné dílo s vysokou hltností pro špičkový provoz. Voda byla odkloněna z přírodního údolí podél hory Monte Rocchetta nad město Riva del Garda, těsně k severnímu okraji jezera. Odtud byla svedena přivaděči k elektrárně. Plný výkon 54 MW začala stanice poskytovat v roce 1931. Secesní budova elektrárny podle návrhu Giancarla Maroniho se stala dominantou severního okraje Gardského jezera a perlou industriální architektury. Na vstupním portálu byla umístěna socha Neptuna s blesky v ruce a na svodném svahu byla vystavěna kaple svaté Barbory jako poděkování za úspěšnou patronaci nad bezpečností práce. 

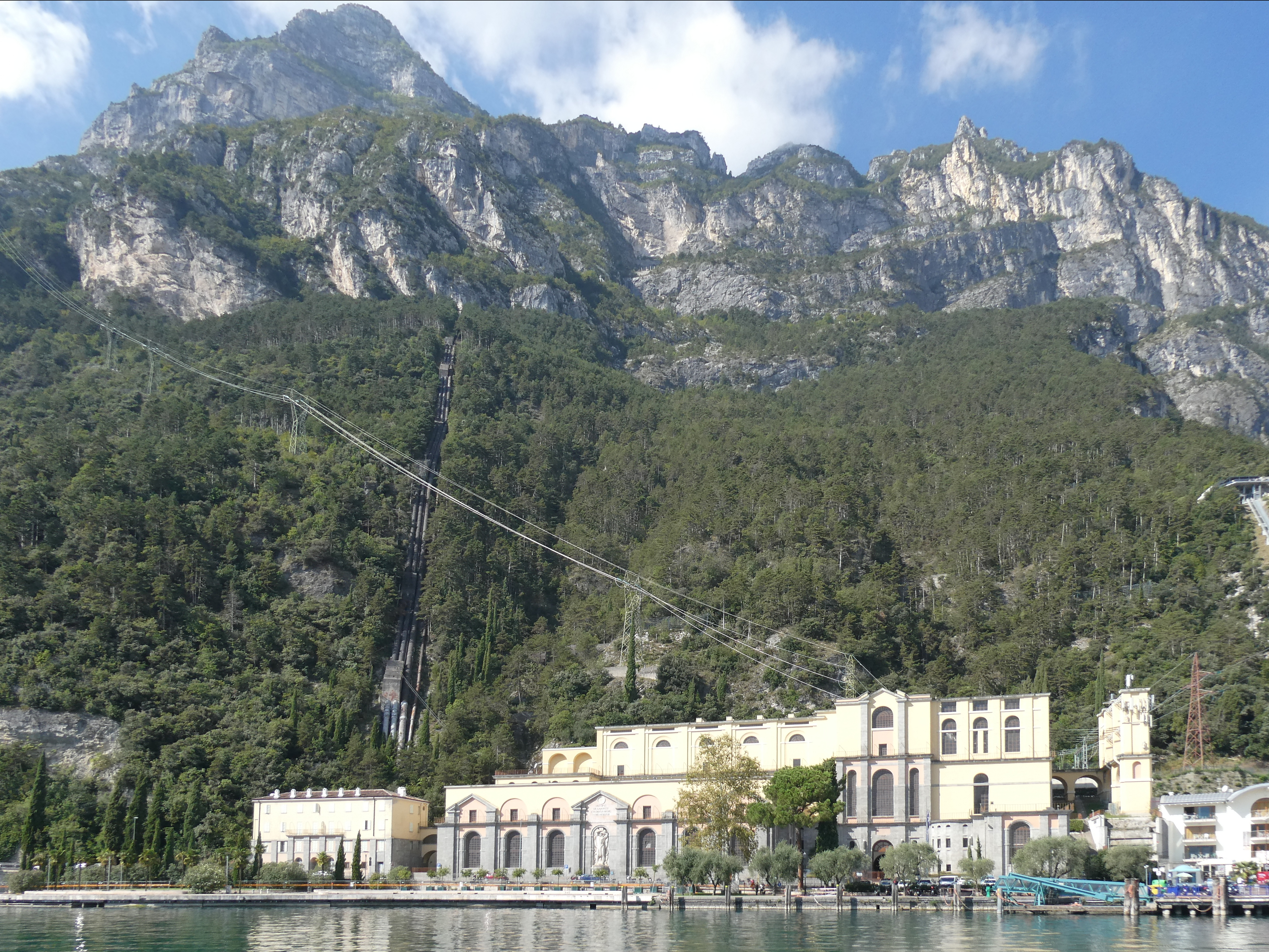
Vodní dílo pod Monte Rocchetta
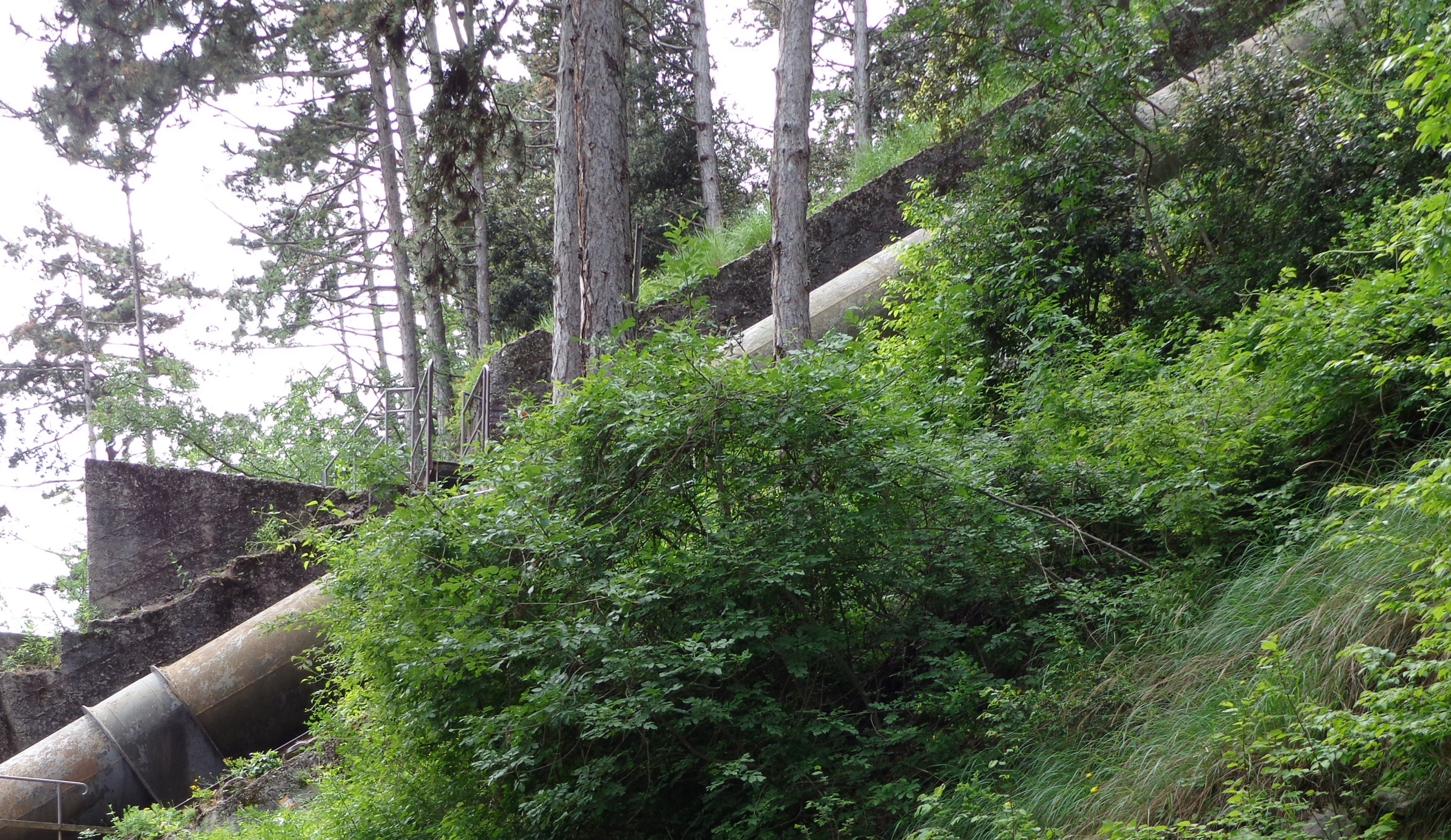
Na cestě od čerpadla
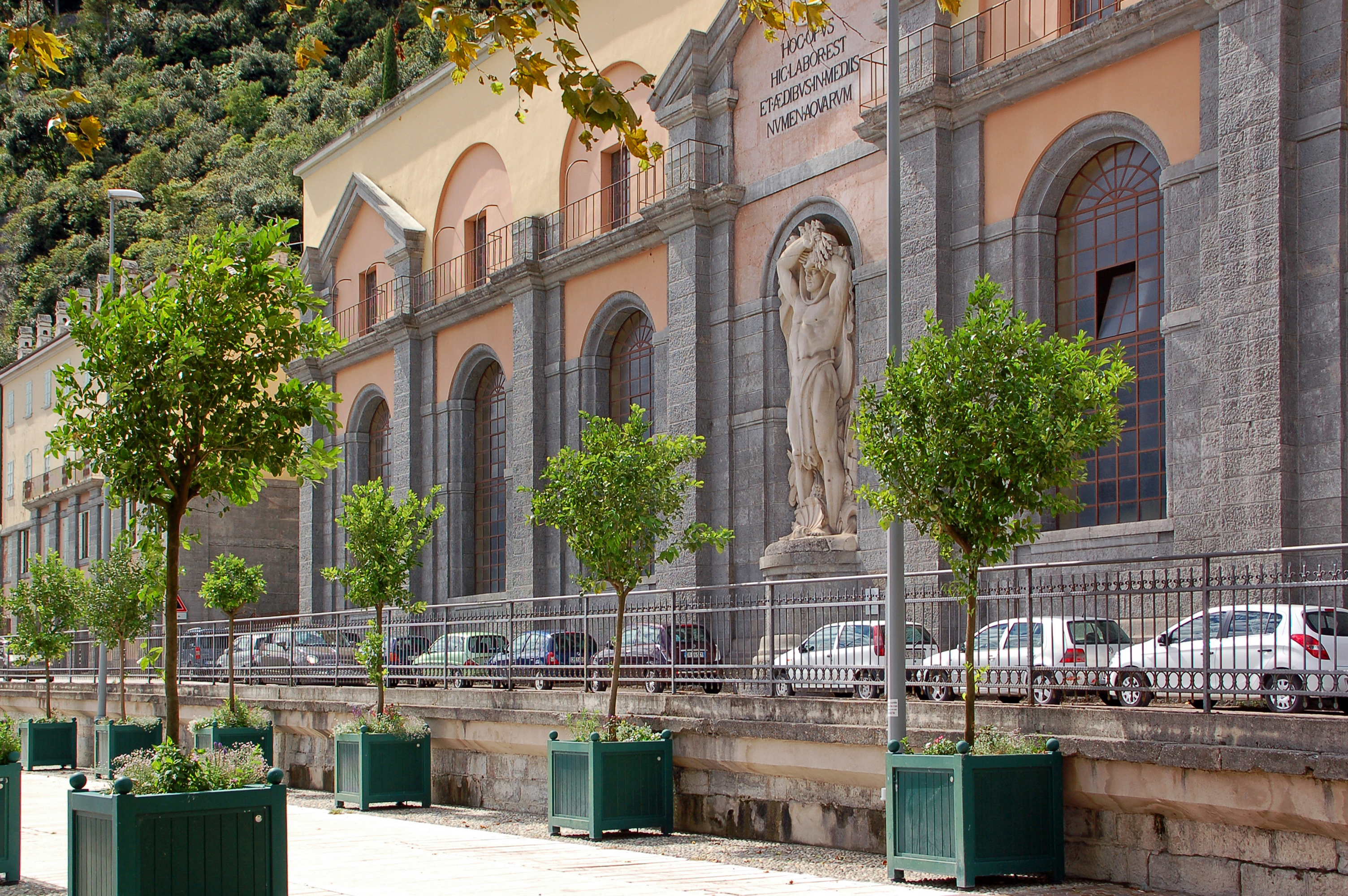
Průčelí s Neptunem
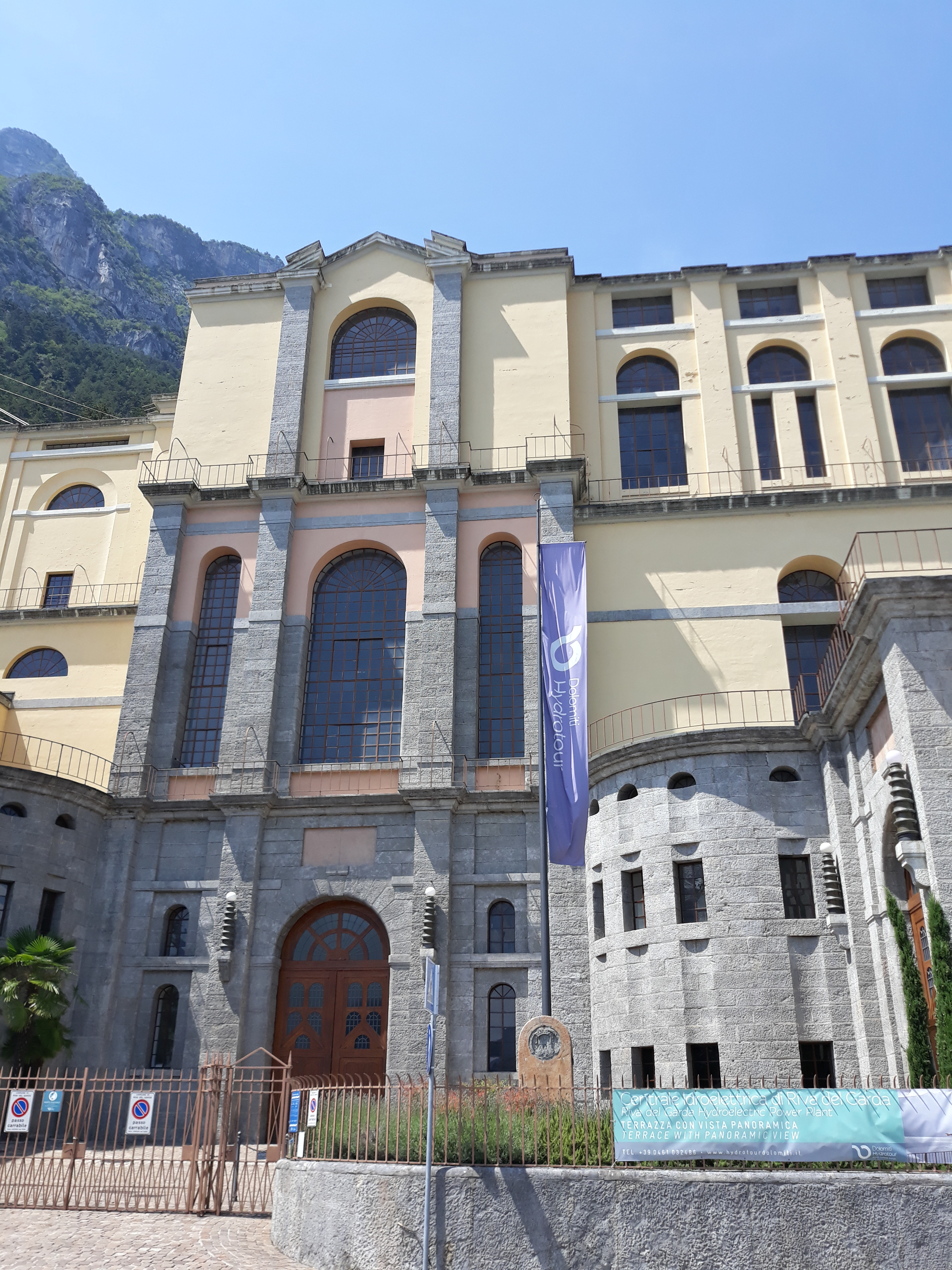
Vstupní brána

V roce 1947 byla funkce stanice rozšířena o přečerpávací provoz, a to zavedením čerpadla o příkonu 33 MW a čerpaném průtoku 4 m3/s.  V letech 1989 - 1999 byla provedena rozsáhlá rekonstrukce, která zahrnovala výměnu všech turbín a čerpadla. Elektrárna vyrábí při instalovaném výkonu 120 MW a příkonu čerpadla 44 MW ročně 133 GWh při průtokovém režimu a 165 GWh výkonem přečerpané vody. Výstup je napojen na soustavu 132 kV.
V roce 1994, při rekonstrukci přivaděčové trasy, se vodní dílo stalo dějištěm světového rekordu ve výši betonové injektáže. Rekord 532 metrů byl překonán až při stavbě mrakodrapu Burdž Chalífa. 